# SC-CAR
 (novembre 2018).
Si vous disposez d'ouvrages ou d'articles de référence ou si vous connaissez des sites web de qualité traitant du thème abordé ici, merci de compléter l'article en donnant les références utiles à sa vérifiabilité et en les liant à la section « Notes et références ».
Le SC-CAR (Système Citroën du Contrôle Actif du Roulis) est utilisé sur la Citroën Xantia Activa.
C'est un dispositif hydraulique assisté par électronique qui permet de conserver l'horizontalité de la caisse à 0,5° près et ainsi d'améliorer notablement la tenue de route tout en conservant le confort associé à la suspension hydropneumatique.
Lors du Mondial de l'automobile 1994, Citroën présente ce système de contrôle actif du roulis en série sur une Xantia. Son principe est directement dérivé du prototype Citroën Activa 2 de 1990.
La suppression du roulis en courbe (inclinaison de la caisse) est l'œuvre de deux vérins hydrauliques. De ce fait, la voiture vire à plat et les pneumatiques travaillent toujours idéalement, sans écrasement, en conservant toujours un coefficient d'adhérence optimum. Ceci permet de repousser la limite d'adhérence du véhicule. En outre, les passagers ne subissent pas les inclinaisons de caisse en virage.
Sur un véhicule à suspension classique, chercher à limiter la prise de roulis en virage va surtout consister à durcir les suspensions, réduire la hauteur des flancs des pneus et augmenter la rigidité des barres antiroulis. Ceci rend la suspension dure et sèche car ce qui est bénéfique pour la tenue de route l'est au détriment du confort général.
La particularité de la version Activa est de posséder des barres antiroulis plus grosses et donc très fermes. Ces barres ne sont pas reliées de façon rigide aux pieds de suspension mais via un vérin hydraulique présent sur chaque essieu en lieu et place d'une classique biellette (avant gauche et arrière droit) entre un côté de la barre antiroulis et l'élément de suspension correspondant. Les vérins SC-CAR font office de ressorts additionnels, filtrant la rigidité de la grosse barre antiroulis. Cela permet, en conduite normale, de gommer la raideur initiale de la suspension.
Le système SC-CAR est installé en complément de la suspension Hydractive 2, sa partie électronique profite de ses capteurs et partage le même calculateur. Deux sphères sont rajoutées, un accumulateur à l'avant et une autre "de confort" à l'arrière sur un régulateur similaire à ceux employés pour l'hydractive. Le passage en mode « ferme » se fait en isolant la sphère arrière. Jusqu'à présent en liaison souple par les vérins, l'antiroulis est alors raidit, les barres antiroulis peuvent jouer leur rôle, le véhicule "anticipe" ainsi le virage dès son attaque (en particulier par le détecteur de rotation du volant). Cet état est automatiquement déclenché par le calculateur qui détermine l'attitude du véhicule en fonction des informations fournies par les capteurs (position du volant, capteur de débattement, de freinage, de pédale d'accélérateur, de vitesse). Un bouton près du volant permet de modifier les lois de passage ferme/souple/ferme. Bouton appuyé, le mode ferme se déclenche plus rapidement et persiste plus longtemps avant de revenir en souple si rien ne justifie une perte de confort.
Le calculateur de la suspension est spécifique à l'Activa mais la gestion souple/ferme de l'hydractive est indépendante de celle du SC-CAR malgré le calculateur commun.
Si une amorce de prise de roulis se manifeste, un correcteur de roulis (assez proche d'un correcteur de hauteur de la suspension) rétablit l'horizontalité de la caisse grâce à la haute pression en commandant l'élongation ou la rétractation des vérins SC-CAR. Ce correcteur hydraulique est commandé mécaniquement par des biellettes reliées aux bras avant et est totalement indépendant de la partie électronique.
Une Xantia Activa est équipée de 10 sphères :
- Deux pour les vérins de suspension AV, multicouches (origine), durée de vie estimée 200 000 km.
- Deux suspensions AR monocouche, durée de vie estimée 40 000 km (puis multicouches en fin de production)
- Une sphère de confort hydractive AV multicouche (origine), durée de vie estimée 200 000 km.
- Une sphère de confort hydractive AR monocouche, durée de vie estimée 50 000 km (puis multicouches en fin de production)
- Un accumulateur monocouche lié au SC-MAC (Maintien de l'assiette constante, moteur éteint) pour conserver les freins AR en cas de défaillance de ce système, situé à l'AR, durée de vie estimée 60 000 km.
- Un accumulateur principal monocouche situé sur le conjoncteur/disjoncteur, durée de vie estimée 60 000 km.
- Un accumulateur SC-CAR monocouche situé à l'AV, durée de vie estimée 50 000 km.
- Une sphère de confort SC-CAR monocouche sur l'unique régulateur anti-dévers qui est situé à l'AR, durée de vie estimée 50 000 km.